# Zapatera

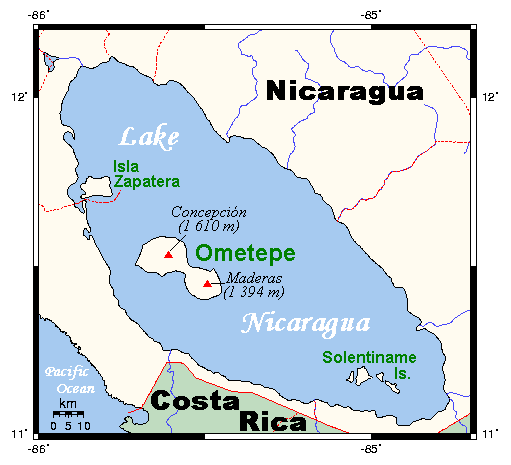
In het noordwesten van het meer bevindt zich Isla Zapatera

Zapatera (Spaans: Isla La Zapatera) is een schildvulkaan en eiland in het noorden van het Meer van Nicaragua. Het eiland valt onder het departement Granada en heeft sedert 1983 de status van nationaal park onder de benaming Archipiélago Zapatera.
Ongeveer tien kilometer naar het noordwesten ligt de vulkaan Mombacho en ongeveer twintig kilometer naar het zuidoosten de vulkaan Concepción.